# Faulensee (Wüstung)
Faulensee ist eine Wüstung bei Lutherstadt Eisleben in Sachsen-Anhalt.

## Lage
Faulensee liegt nördlich von Eisleben in der Gegend der Mittelhütte, an sein Vorhandensein erinnert noch heute der Faulenseer Stollen.

## Geschichte
Eine erstmalige Erwähnung findet Faulensee nach Cyriacus Spangenberg am 8. August 1042. In einem Schreiben Heinrichs III. an den Abt des Klosters Mansfeld wird Graf Dietrich von Mansfeld als Besitzer des Dorfes Faulensee erwähnt.
1311 wird „Vulensee“ im Halberstädter Lehensregister erwähnt, dort heißt es, dass Graf Buchard von Mansfeld außer anderen Gütern auch den Zehnten von decimani Vulensee besessen habe.
Am 23. Juli 1376 wird …eine mole gelegen zu Faulensehe… erwähnt. Graf Albrecht von Mansfeld erhält vom Kloster Helfta im Tausch fünf Mühlen und Mühlenstätten, darunter eine gelegen zcu Faulenshe
Weitere Erwähnungen erfolgten in den Jahren:
1400 als Vulense,
1480 als Fulensehe, und 1609 als Mark Faulensee
1502 wird Faulensee in einem Lehnsbrief des Stiftsadministrators Ernst noch als Dorf bezeichnet.
Im Halberstädter Permutationsreceß vom 26. Oktober 1573 wird Faulensehe bereits als wüste Mark bezeichnet, in welcher 32 Einwohner zu Eisleben Acker liegen haben – Faulensehe und Lüttiche Eißleben seindt zwo wüste Marcken zu solchem Amt Eißleben gehorigk und alsdann werden namhaft gemacht
- in der alten Stadt Elf,
- in der Nicklas Gassen drei,
- in der freien Straßen zehn,
- im Neuendorfe vier,
- in der Langen Gassen drei Personen.

Im Chronicon Islebiense heißt es: Der Faulenseer Stollen, dessen Wasser im Jahr 1584 in die Stadt Eisleben geleitet wurde und am 24. Dezember dieses Jahres erstmals in die arcken für der linden (auf dem Markte) lief.
In einer Berechnung über rohes Kupfer vom Jahre 1617 wird wiederholt Ober-, Mittel- und Unterfaulensee unterschieden, welche sich lang hingestreckt haben.